# Oxytropis melaleuca
Oxytropis melaleuca är en ärtväxtart som beskrevs av Aleksandr Andrejevitj Bunge. Oxytropis melaleuca ingår i släktet klovedlar, och familjen ärtväxter. Inga underarter finns listade i Catalogue of Life.